# Phyllomys dasythrix
Phyllomys dasythrix (тьмяно-коричневий атлантичний деревний щур) — вид гризунів родини щетинцевих, що проживає на півдні Бразилії від штату Парана до Ріо-Гранде-ду-Сул, зазвичай нижче 800 м над рівнем моря. Проживає у напівлистопадних та араукарійних лісах. Каріотип: 2n=72.

## Морфологія
Голчастий щур середніх розмірів, хутро м'яке. Волосся на огузку довге, 26 мм і дуже тонке, 0.2 мм, бліде при основі й чорнувате до кінчика. Хвіст помірно вкритий коричневим волоссям, китиці немає. 

## Поведінка
Виключно деревний, будує гнізда з листя в порожнинах дерев. Нічний і листоїдний вид. 

## Загрози та охорона
Перебуває в лісовому середовищі проживання, де його населення є фрагментованим. Проживає на деяких природоохоронних територіях, у тому числі в Парку Ітапоа (порт. Itapoa State Park).